# Billy Mitchell
William Lendrum Mitchell, detto Billy (Nizza, 28 dicembre 1879 – New York, 19 febbraio 1936), è stato un generale statunitense.
Si distinse nel primo dopoguerra come uno dei più tenaci fautori della costituzione di una forza aerea da guerra indipendente, e viene spesso considerato il padre dell'USAF, l'odierna aeronautica militare degli Stati Uniti, anche se la sua figura è una delle più controverse della storia militare americana.

## Biografia

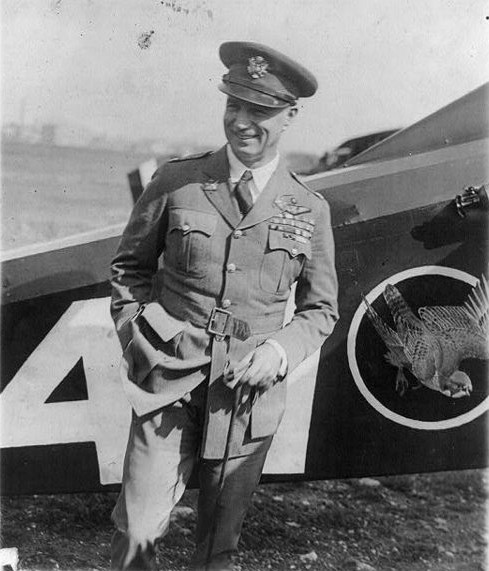
William "Billy" Mitchell

Si arruolò all'età di 18 anni nell'esercito e dimostrò presto un interesse per la nascente aviazione. Nel 1917, col grado di tenente colonnello, fu inviato sul fronte francese. Promosso a generale di brigata fu nominato comandante delle forze aeree statunitensi sul fronte occidentale.
Nel dopoguerra iniziò un'appassionata battaglia per lo sviluppo dell'aviazione, divenendo un convinto sostenitore delle tesi di Giulio Douhet. Nel 1921 dimostrò le potenzialità del mezzo aereo riuscendo ad affondare in un test, con bombe a caduta libera, la corazzata SMS Ostfriesland, preda di guerra. Tuttavia l'attività di Mitchell a favore di un'aviazione indipendente unitamente al suo spirito polemico gli procurarono inimicizie e a seguito delle critiche mosse alla marina ed all'esercito, in seguito alla perdita del dirigibile Shenandoa, fu deferito alla corte marziale e sospeso dal servizio.
Nondimeno continuò fino alla morte a battersi per la formazione di un'aviazione indipendente. Dopo la seconda guerra mondiale venne riabilitato e promosso di grado in riconoscimento postumo dei suoi meriti.

## Filmografia
- Corte marziale (The Court-Martial of Billy Mitchell) film del 1955, diretto dal regista Otto Preminger e interpretato da Gary Cooper.